# Spomenik knezu Branimiru u Ninu
Spomenik knezu Branimiru spomenik je hrvatskome knezu Branimiru u Ninu. Rad je kipara Josipa Poljana.
Spomenik je otkriven 21. srpnja 2007. godine. Spomenik je blagoslovio zadarski nadbiskup Ivan Prenđa. Kip je lijevan u Ljevaonici umjetnina Ujević u Zagrebu, a kameno postolje i tron izradila je Kamenoklesarska radionica Krševan iz Zadra.

### Mrežna sjedišta
- U Ninu svečano otkriven spomenik knezu Branimiru. Informativna katolička agencija. Pristupljeno 14. travnja 2025.

## Vanjske poveznice

### Ostali projekti
|  | Zajednički poslužitelj ima još gradiva o temi Spomenik knezu Branimira u Ninu |